# Domaine d'Échoisy
Le domaine d'Échoisy  est situé dans la commune de Cellettes en Charente, à l'emplacement de l'ancienne seigneurie d'Échoisy .
Le domaine s’étend sur 40Ha et comprend les traces de plusieurs bâtiments qui ont marqué son histoire : un “hôtel noble”, un bâtiment des régisseurs, un corps de ferme avec habitations, étables et écuries, une distillerie de cognac, un vivier, une laverie, un fournil, trois moulins (dont un à vent), des caves, un clocheton vestige d'une ancienne chapelle, un pigeonnier et une majestueuse usine de fours à chaux avec sa carrière de calcaire. L'usine, les sols et la carrière sont inscrits au titre des monuments historiques depuis 1994.
Intégré dans le paysage, il abrite également une biodiversité remarquable.
Depuis 2021, une grande partie du domaine est gérée par un collectif citoyen, l’Oasis du Coq à l’âme, faisant du domaine un lieu privilégié d'échanges et de convivialité où l'on expérimente une transition économique, écologique et sociétale.

## Historique
L’histoire connue du domaine remonte au XIe siècle. Le domaine s’étendait alors sur 130 hectares, comprenant une terre agricole gagnée sur la forêt de Boixe par les paysans et les moines défricheurs du Moyen Âge.
Par la suite, les comtes d’Angoulême dotent de terres et de droits les bénédictins de Saint-Amant-de-Boixe. Puis un monastère cistercien, soutenu par Bernard de Clairvaux, s’y implante. Il fut saccagé et détrôné par les bénédictins de Saint-Amant-de-Boixe qui pour récupérer leurs droits, y installèrent leur prieuré bénédictin.
Durant trois siècles, du sieur d’Échoisy en 1571 à la résidence des marquis de Lesmerie jusqu’en 1802, le domaine abrite par la suite une seigneurie. Y prennent place des activités de polyculture, d’élevage et artisanales : charpentier, maréchal, métier à tisser, moulin à huile et à papier dès le XVIe siècle.
Successivement, s’y implantent une tuilerie et un premier four à chaux en 1764, un château vers 1750 (qui fut détruit sur ordre de son propriétaire en 1850), une industrie de fours à chaux du fait de la construction de la ligne de chemin de fer Paris-Bordeaux (1852).
Le 8 février 1851, le domaine appartient à un notable fortuné de Ruffec : Jean-Auguste Modenel qui eut à charge d’achever la destruction du château dont une partie servit à empierrer les abords du fleuve. Installé au vieux logis, rebaptisé château, le nouveau maître d’Échoisy, également maire de Cellettes, se consacra à la gestion de la nouvelle usine à chaux. L’activité connaît un bel essor et la chaux d’Échoisy d’une qualité exceptionnelle est réputée nationalement.
Un siècle plus tard, du fait de la concurrence du ciment et liant chimique, l’entreprise fut liquidée et abandonnée à la friche en 1956.
Ainsi se sont succédé sur plus d’un millénaire sur ce domaine, des structures médiévales, néo-classiques et modernes.
La commune de Cellettes rachète le domaine en 1993 sous l’impulsion de M. Claude Bonnefon. L’association de sauvegarde des sites d’Échoisy s’engagea dans un vaste programme de rénovation et d’entretien.
Une vie associative se développe sur le domaine et deux activités agricoles s’y implantent : une ferme de spiruline et une ferme pédagogique.
Les citoyens se mobilisent pour sauver ce lieu cher à la culture locale. Mais le chantier est lourd, et en 2010, la commune souhaite passer la main.
Pour cela, le domaine est partagé en deux propriétés distinctes :
- celle du Moulin et de ses deux gîtes. Située au bord et sur la Charente, cette parcelle enjambe le fleuve.
- celle avec les fours à chaux, le logis noble, le corps de ferme, le château d’eau et les vestiges d’un moulin à vent.

En 2021, cette seconde partie du domaine est achetée par l’Oasis du Coq à l’Âme, un collectif d’une vingtaine de foyers composé de citoyens animés par l’évidence d’habiter, vivre et agir de façon éco-responsable sur nos territoires, sur notre planète.
Véritable “Laboratoire Vivant”, il est encadré par un comité scientifique, afin d’expérimenter un moyen désirable et accessible de vivre avec un impact minimal sur la nature. Pour ce faire, il s’est doté d’une organisation sociétale, coopérative, résiliente et solidaire, de façon la plus indépendante possible des énergies fossiles. Le collectif évolue autour de 5 invariants, communs à tous les Oasis (projets d'écolieux portés par le Mouvement Colibris) : autonomie alimentaire, mutualisation, ouverture sur le monde, gouvernance partagée, sobriété énergétique et écoconstruction.
Heureux de pouvoir partager cette aventure, il accueille, sensibilise et forme les personnes désireuses de passer à l'action concrètement pour œuvrer à la transition sociétale, écologique et économique.

## Architecture
La porte d'entrée est encadrée de pilastres doriques.

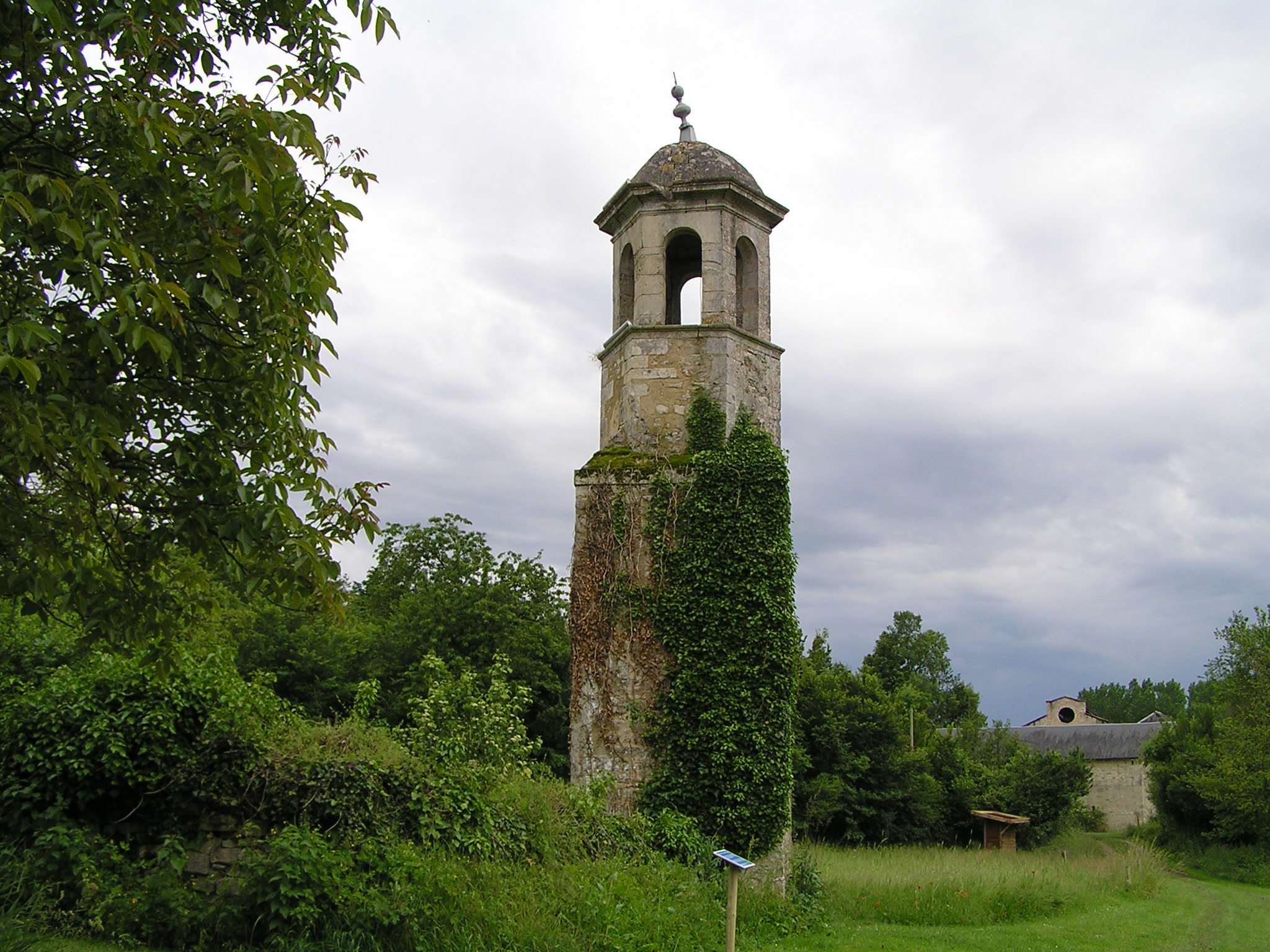
clocher de la chapelle
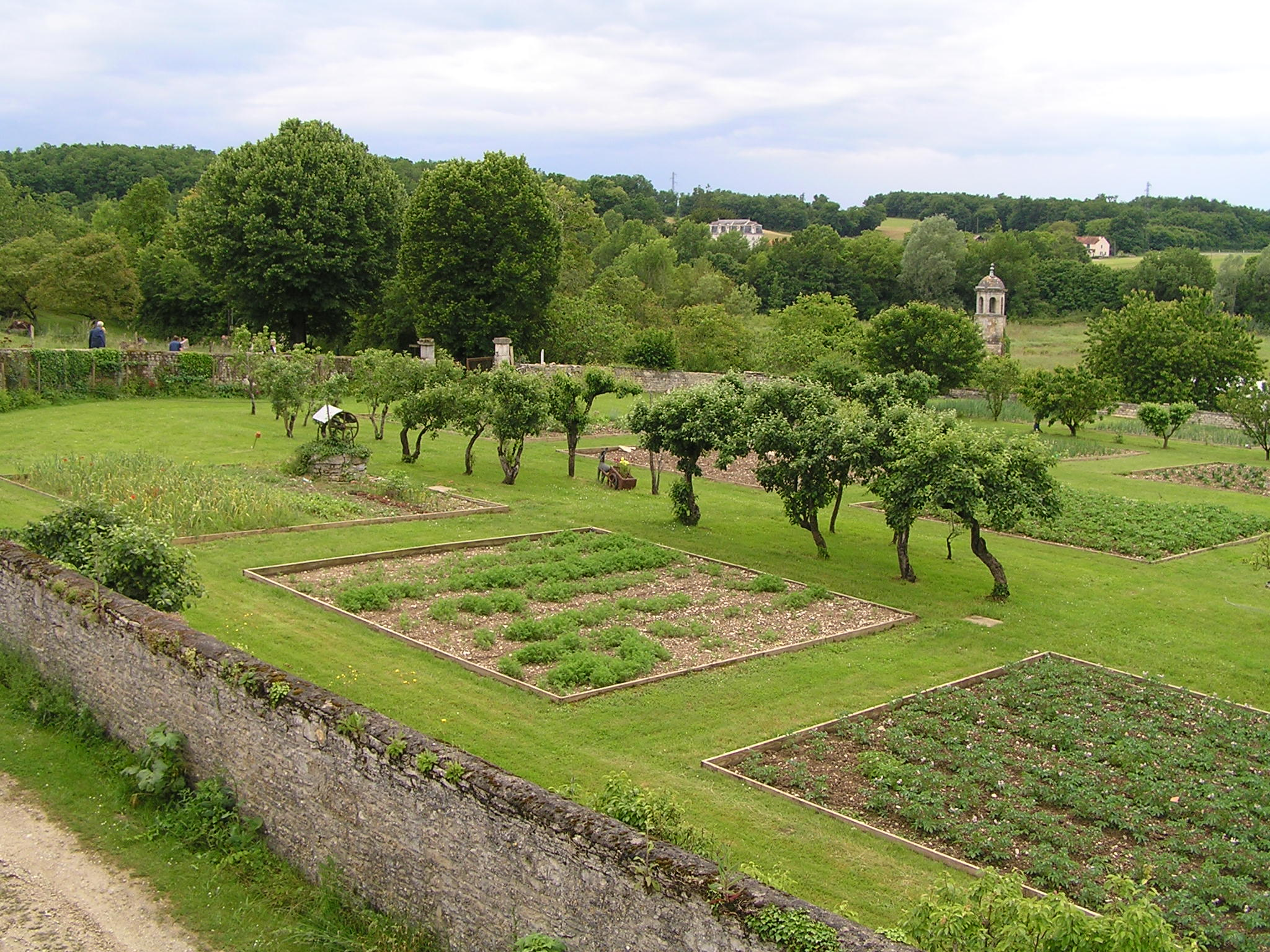
les jardins
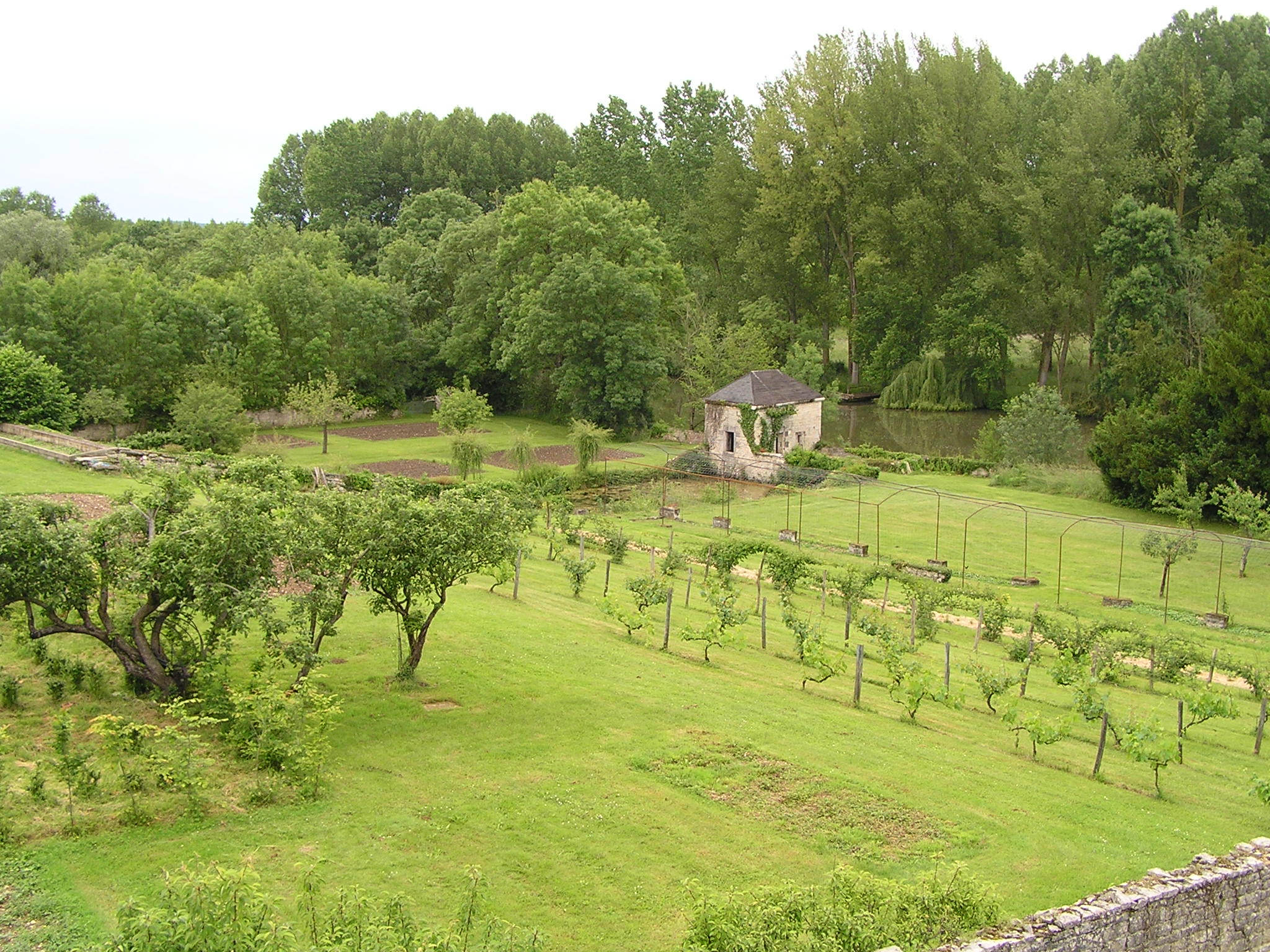
les jardins jusqu'à la Charente

Les bâtiments se composent des dépendances mais aussi, un peu plus loin, du moulin dont le mécanisme a été totalement rénové.

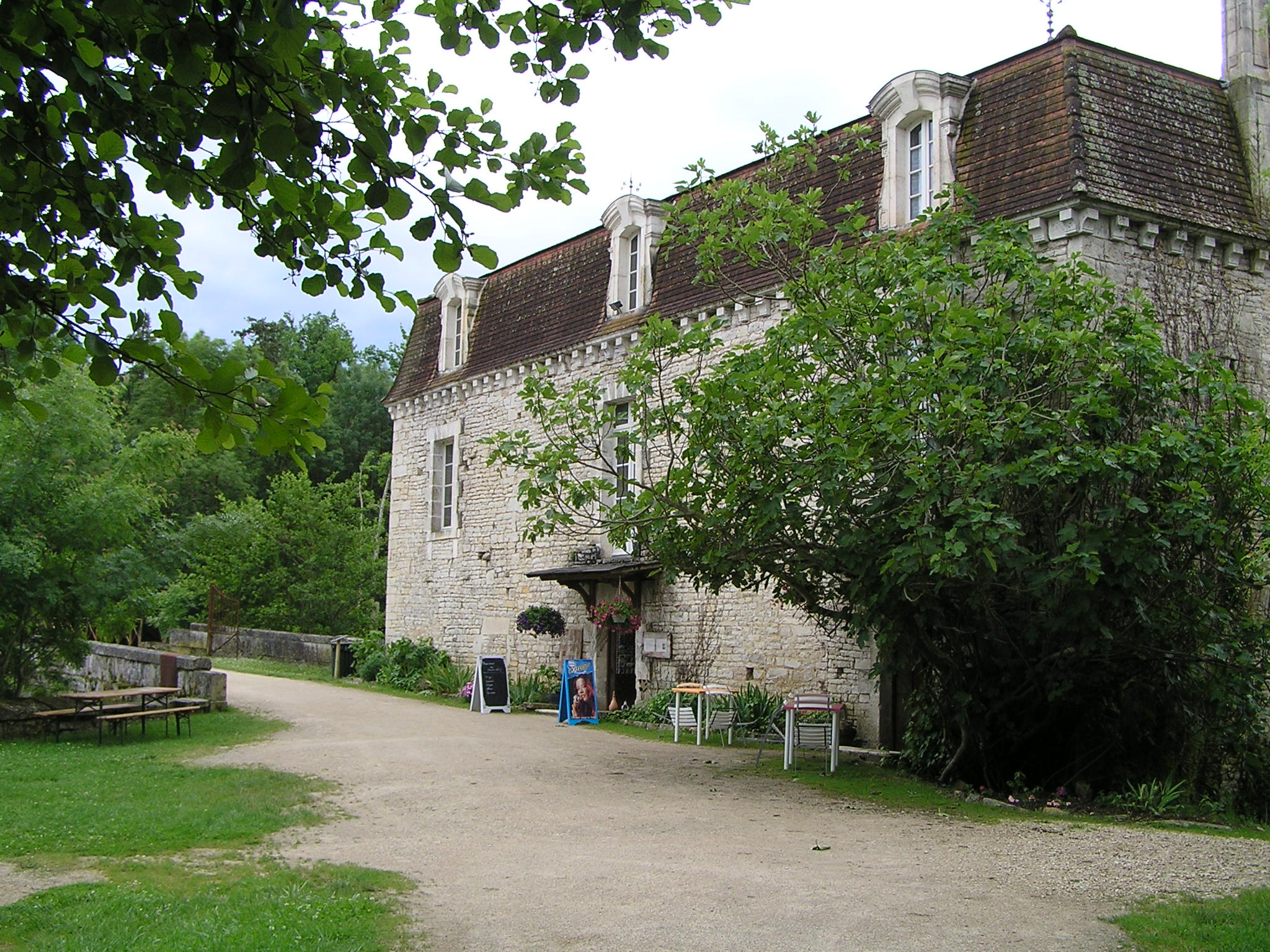
la façade du moulin
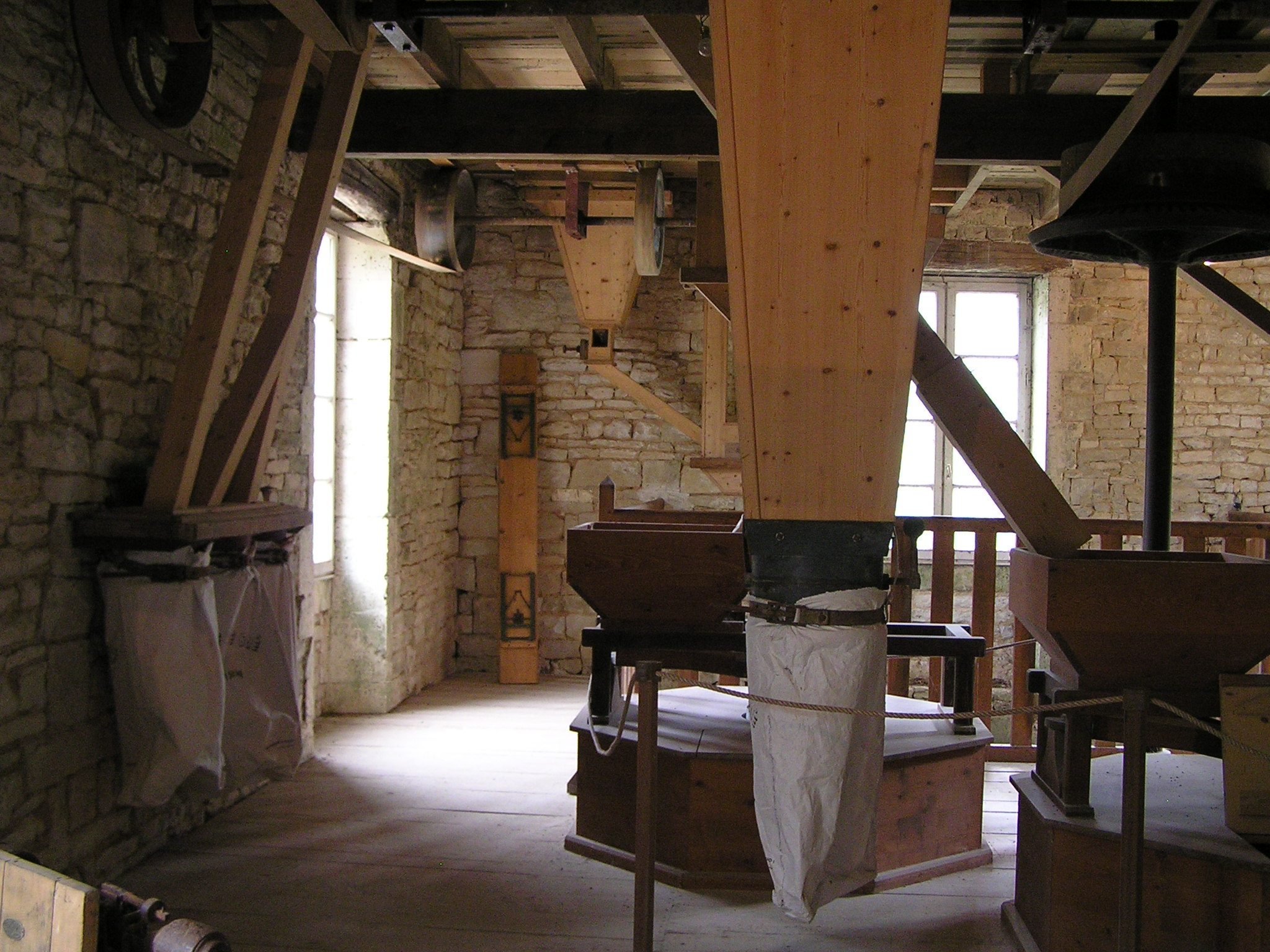
le mécanisme du moulin

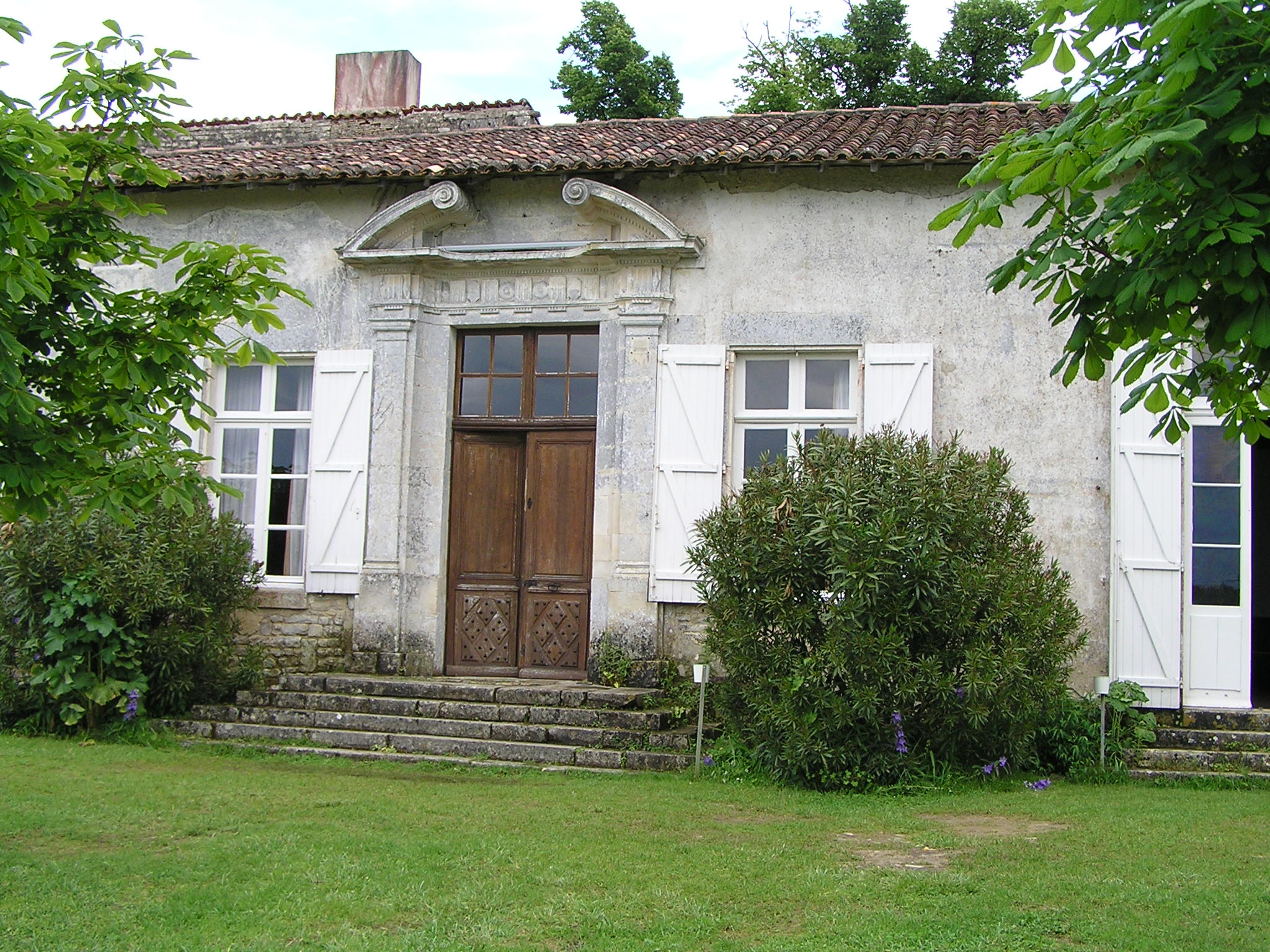
porte d'entrée
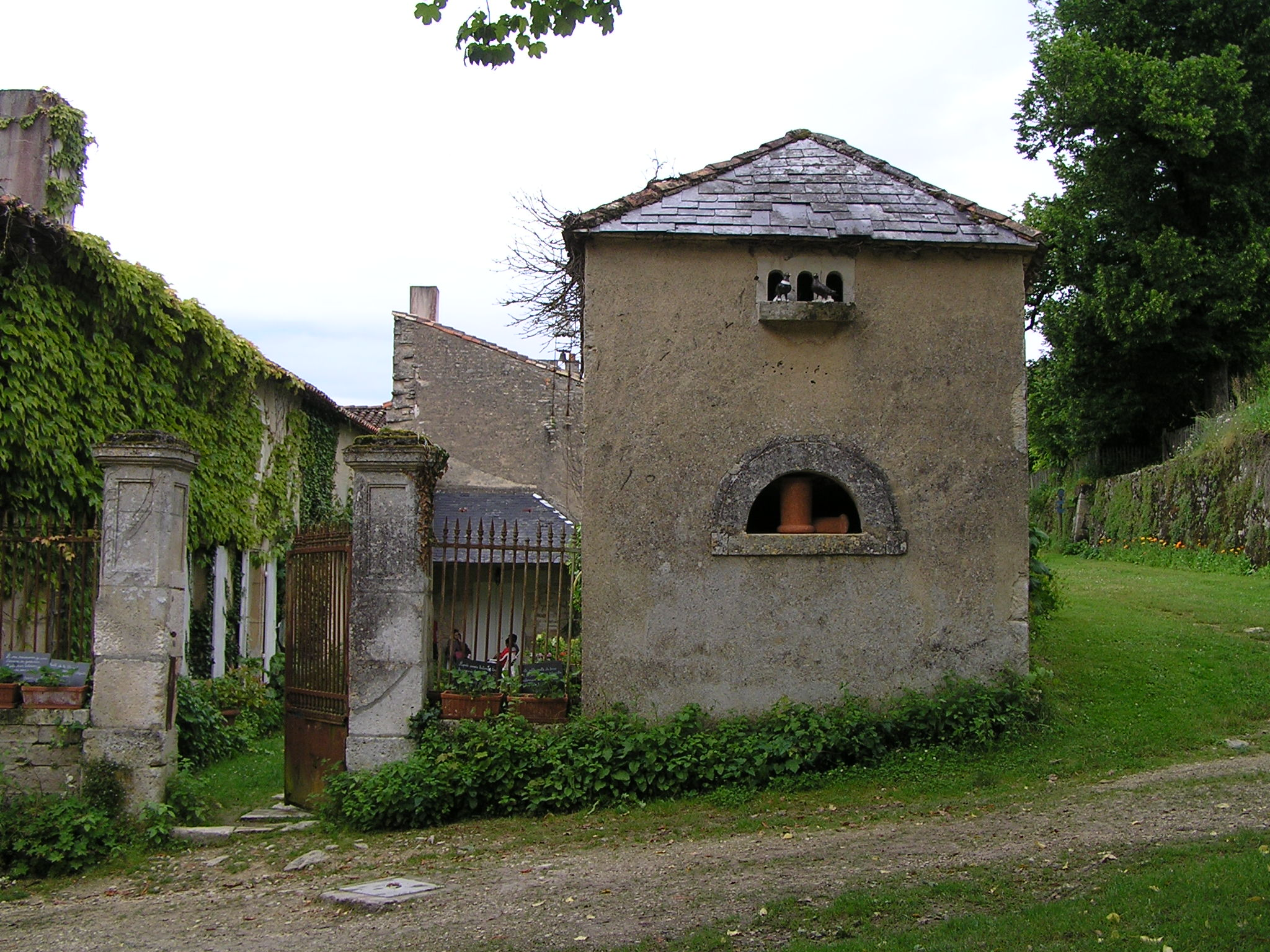
pigeonnier
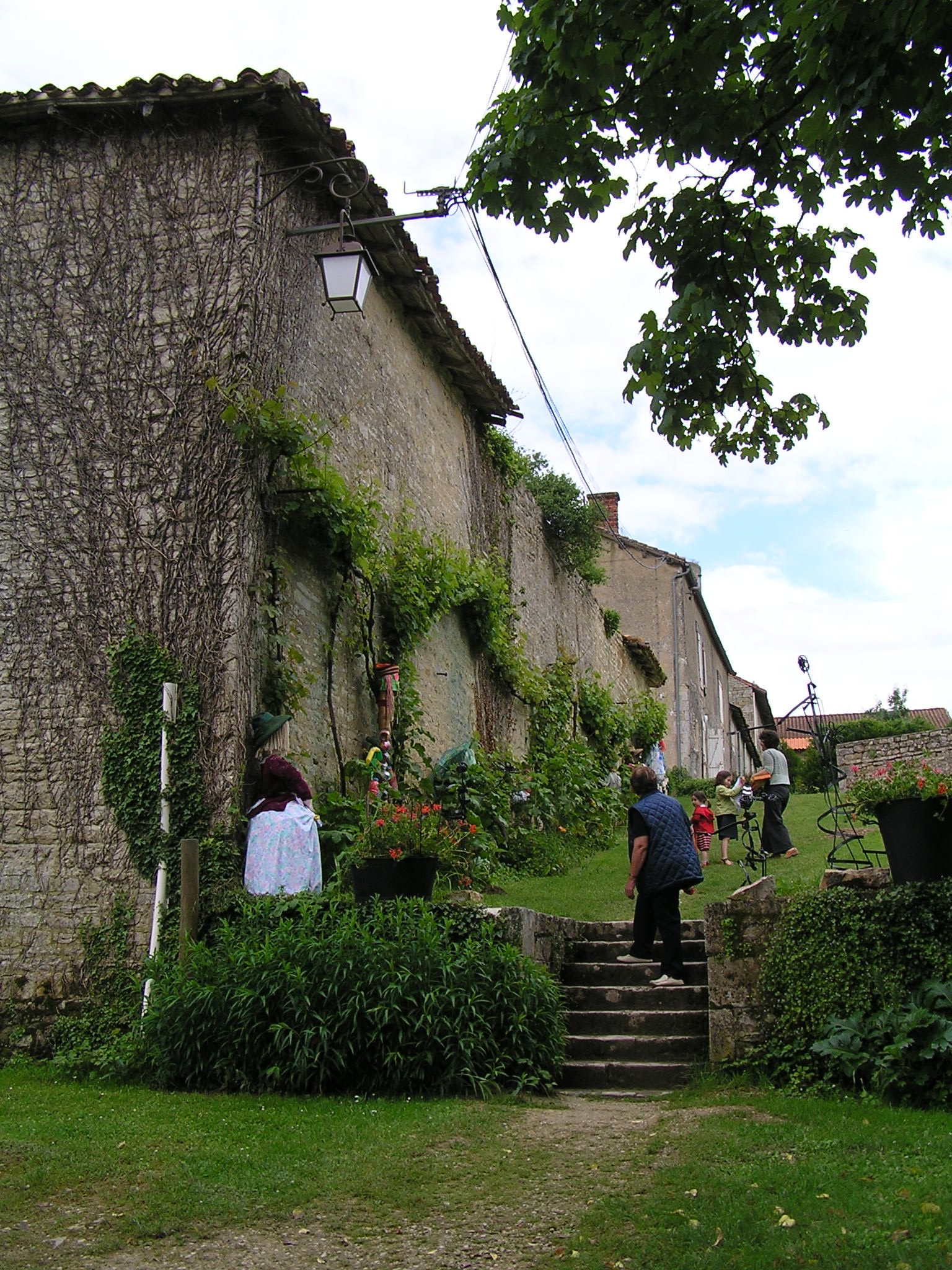
dépendances
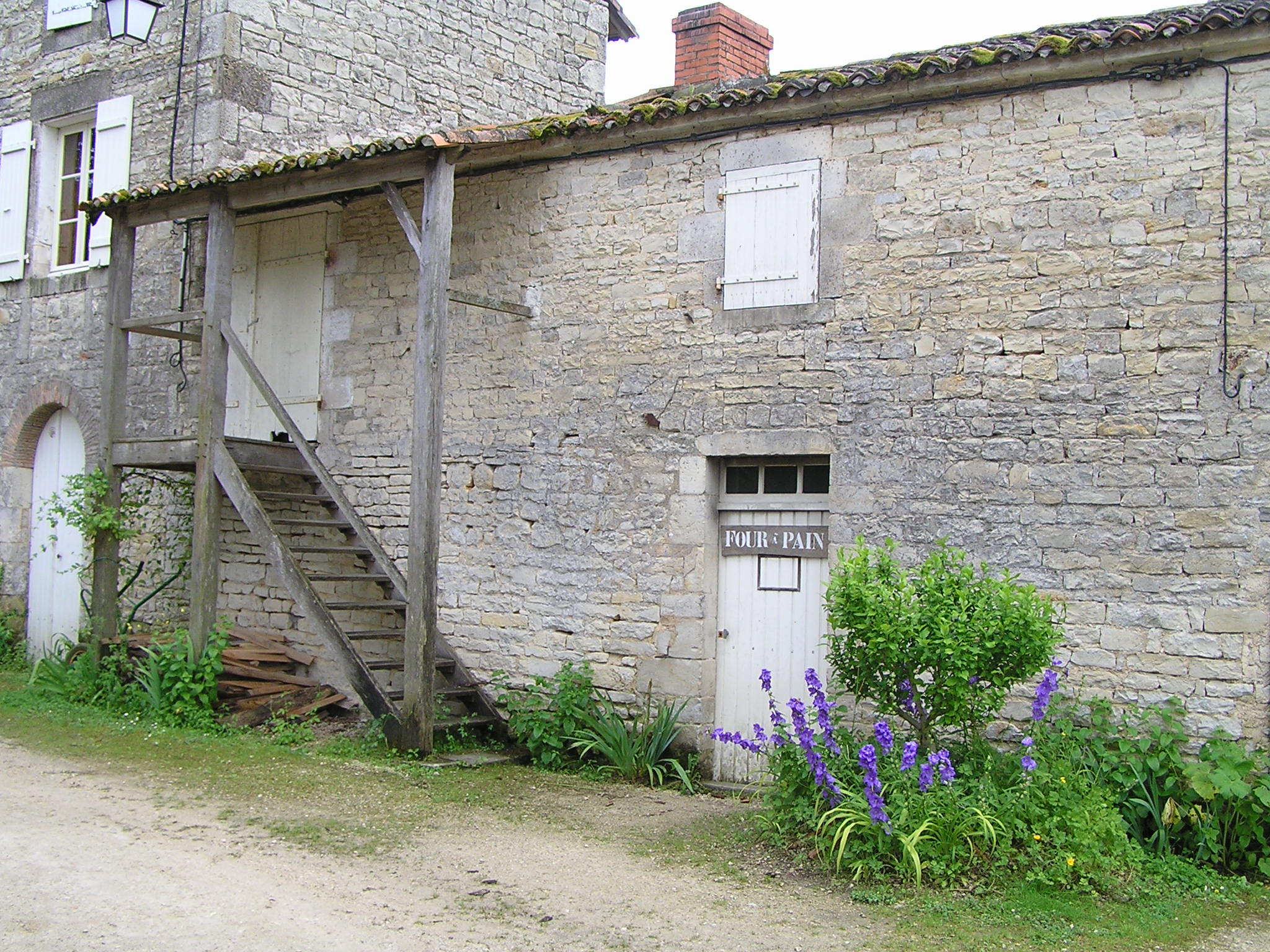
four à pain